# Афиосемион Ламберта
Афиосемион Ламберта (лат. Aphyosemion lamberti) — вид лучепёрых рыб из семейства нотобранхиевых (Nothobranchiidae) отряда карпозубообразных.

## Внешний вид
Самцы достигают длины 5 см, самки — 4 см. Тело стройное, чуть выгнутое. Спинка у самца коричневато-зелёная, бока более светлые, зелёно-сине-фиолетовые — в зависимости от характера освещения. По всему корпусу беспорядочно разбросаны красные штрихи и точки (особенно плотно в области рыла и груди). Ближе к спине они образуют продольную полосу, проходящую от затылка до хвостового стебля. Грудные плавники бесцветные, остальные сине-зелёные. По центру брюшных плавников проходит красная горизонтальная полоса. Спинной и анальный плавники крупные, с заострёнными концами и большими беспорядочно разбросанными пятнами и красной каймой по внешнему краю. Хвостовой плавник лирообразной формы с красным крапом, каймой того же цвета сверху и снизу и белыми удлинёнными лучами.
Самки розовато-коричневые со слабо выраженным красноватым крапом и бесцветными плавниками.
Продолжительность жизни — 2—2,5 года.

## Распространение
Обитает в юго-восточной части Габона.